# Tihanyi László (labdarúgó)
Tihanyi László, Trenka (1920. január 14. – 1972.) labdarúgó, kapus.

## Pályafutása
1937 és 1939 között volt a Ferencváros játékosa, ahol egy bajnoki címet szerzett  a csapattal. A Fradiban 14 mérkőzésen szerepelt (7 bajnoki, 7 nemzetközi). Az 1941–42-es idényben a MÁVAG együttesében védett. 1942 és 1944 között az Újpest kapusa volt. 1945-től a Csepel csapatában szerepelt. Két ezüstérem után az 1947–48-as bajnokcsapatban egy alkalommal védett.

## Sikerei, díjai
- Magyar bajnokság
  - bajnok: 1937–38, 1947–48
  - 2.: 1938–39, 1945-tavasz, 1945–46